# موتور برون‌سوز

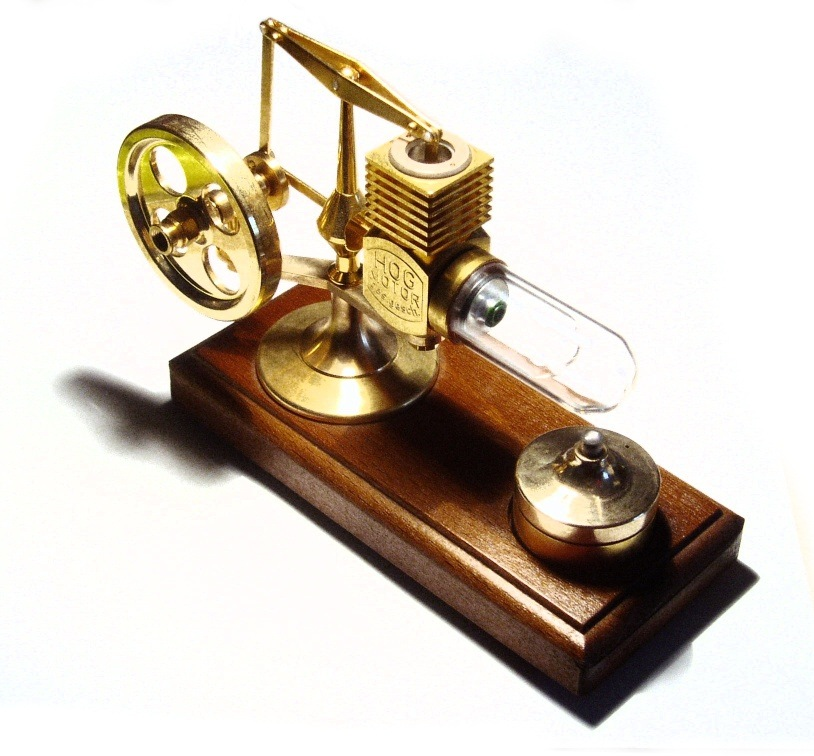
مدل موتور استیرلینگ, با گرمای بیرونی از یک spirit lamp (ته راست) applied to the بیرونِ آن شیشه displacer استوانه.

Newcomen's engine, a precursor of the موتور بخار، با آن جوشگر heated from beneath

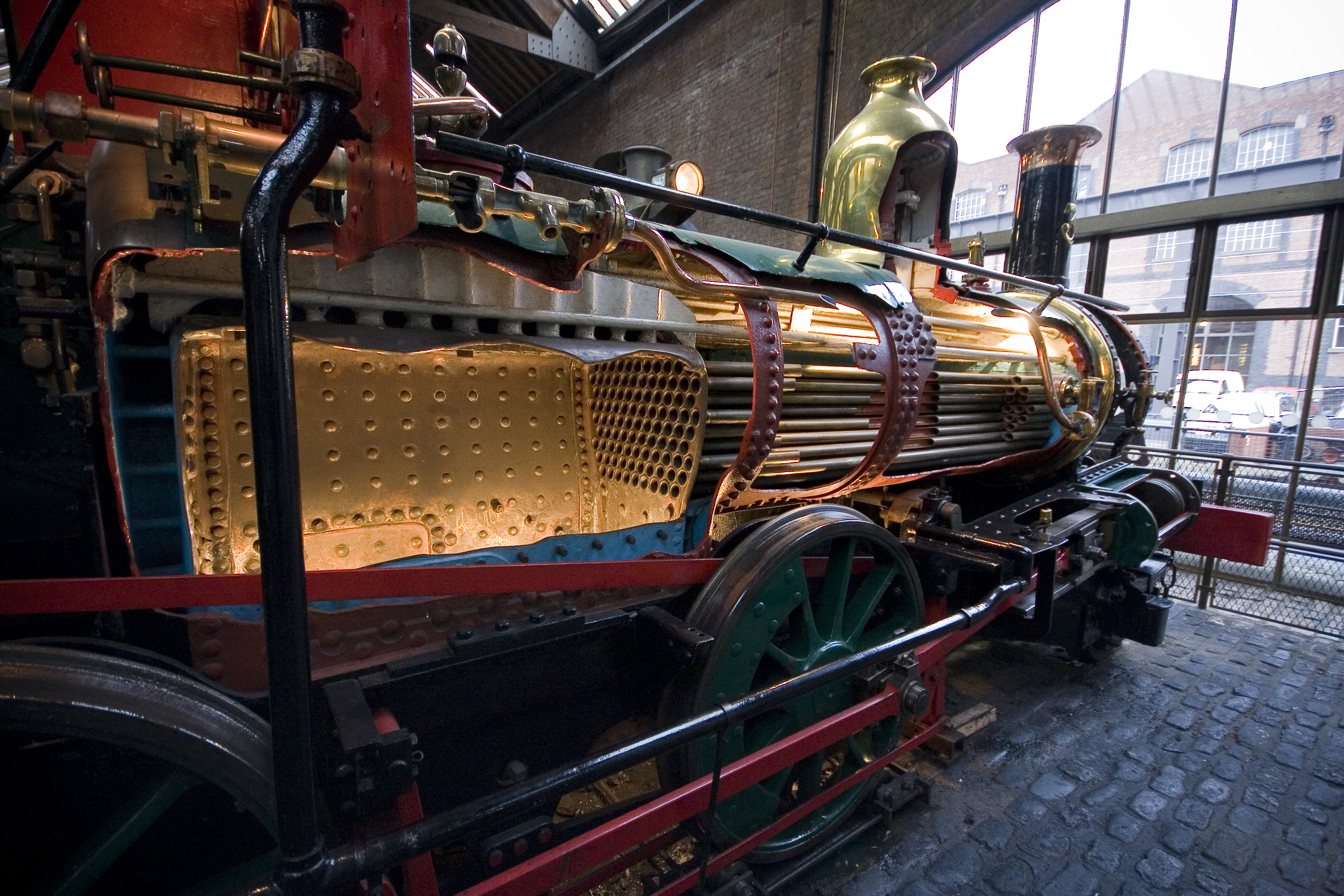
Sectioned steam locomotive. Although the fire is within an enclosed firebox, this is still an external combustion engine, as the exhaust gas and the steam working fluid are kept separate.

موتور برون‌سوز که با ECE یا موتور EC (به انگلیسی: External combustion) نشان داده می‌شود، گونه‌ای موتور است که در آن سیال عامل داخلی توسط انرژی حاصل از احتراق یک سیال عامل دیگر گرم شده و در طی یک چرخه ترمودینامیکی کار توسط سیال عامل داخلی انجام می‌گردد. انرژی حاصل از احتراق توسط مبدل حرارتی از سیال خارجی به سیال عامل داخلی منتقل می‌شود. مانند موتور بخار، توربین بخار و موتور استرلینگ.